# Суходол (Силистренская область)
Суходол (болг. Суходол) — село в Болгарии. Находится в Силистренской области, входит в общину Главиница. Население составляет 759 человек.

## Политическая ситуация
В местном кметстве Суходол, в состав которого входит Суходол, должность кмета (старосты) исполняет Ружди Салим Салим (Движение за права и свободы (ДПС)) по результатам выборов правления кметства.
Кмет (мэр) общины Главиница — Насуф Махмуд Насуф (Движение за права и свободы (ДПС)) по результатам выборов в правление общины.